# 多伦多大学文理学院
多伦多大学文理学院是多伦多大学的一个学术学院，它提供大部分文科及理科的教授项目及研究机构。因拥有近三万名本科生和四千名研究生，文理学院是多伦多大学圣乔治校区内最大的学院。

## 概观
文理学院现有多伦多大学内超过一半学习人文社科和理科的本科生和三分之一的研究生。近千名教职工在文理学院内教授分布于近300个本科专业和70个研究生专业的2000门课程，这一切都由7个成员学院、29个学系以及16个研究机构所运作。其中的经济学系曾在1995-1999、2004-2008两个时期中被评选为全球25个最佳经济学系之一。Philosophical Gourmet Report将其哲学系评为英语世界第15名及加拿大第1名。2010年，ARWU把文理学院中的社会学系排位北美前十。
至2019年，自文理学院出身的26万名毕业生分布在全球190个国家，包括各国公务员以及在商业、科研、教育、人权等多个领域中的工作者。据统计，3位诺贝尔获奖者、4位加拿大总理曾在文理学院就学。2013-2017年中有7位学生成为罗德学者。